# Eva Kruse

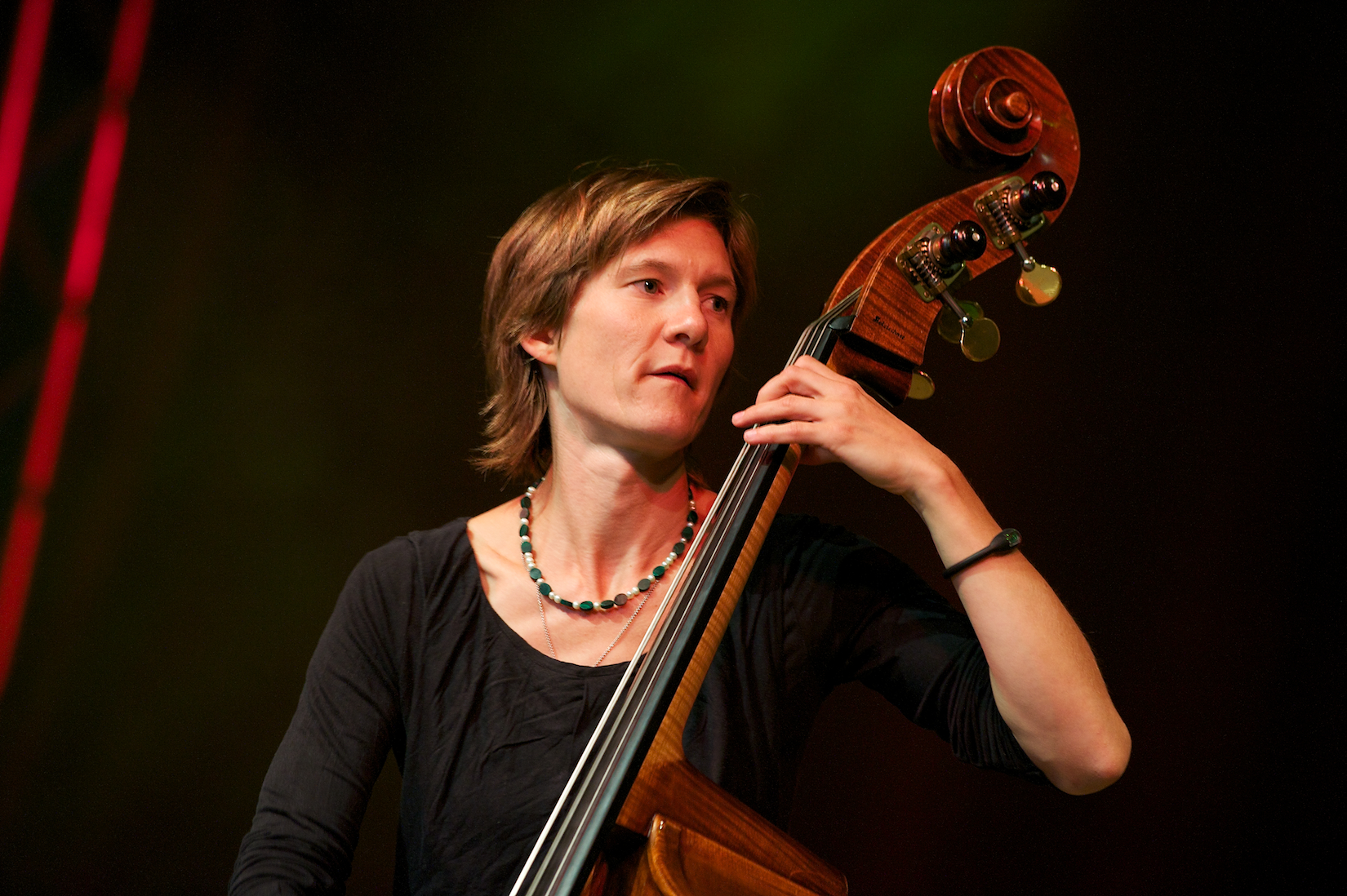
Eva Kruse bei einem Konzert von [em] (Würzburger Hafensommer, 8. August 2010)

Eva Kruse (* 16. Oktober 1978 in Hamburg) ist eine deutsche Jazzmusikerin (Kontrabass, Komposition).

## Werdegang
Eva Kruse ist in Brunsbek in Schleswig-Holstein aufgewachsen. In ihrer Kindheit und Jugend erhielt sie elf Jahre klassischen Klavierunterricht und begann vierzehnjährig auf Vorschlag eines Lehrers, den E-Bass zu erlernen. Diesen spielte sie in der Schul-Big-Band und bei den Bargteheider Vorstadtkrokodilen. Nachdem sie im Alter von 18 Jahren in das Landesjugend-Jazz-Orchester Schleswig-Holstein aufgenommen worden war, entschloss sie sich, auf den Kontrabass umzusteigen. 1998 zog Eva Kruse nach Berlin, um an der Universität der Künste bei Sigi Busch, Jerry Granelli und David Friedman mit dem Kontrabass als Hauptinstrument „Jazz/Improvisation“ zu studieren. Ihr technisches Spiel am Kontrabass verfeinerte sie 2000 während eines Auslandsemesters in Göteborg bei Anders Jormin. Sie belegte zusätzlich Kurse bei John Taylor, der sie ermutigte, eigene Kompositionen für verschiedene Besetzungen zu schreiben. Zu ihren musikalischen Vorbildern am Kontrabass gehören Dave Holland, Gary Peacock und Anders Jormin.

## Wirken

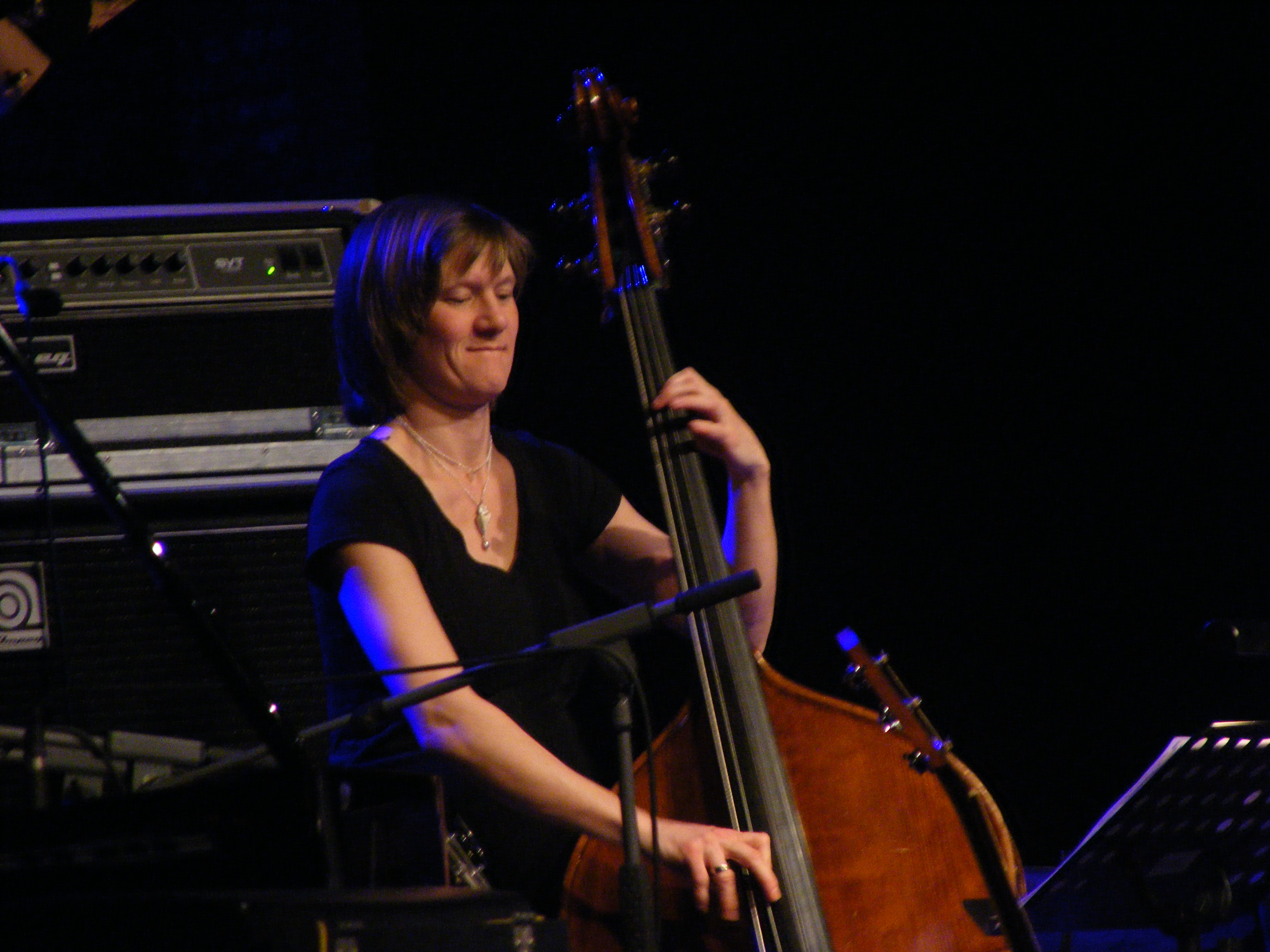
Eva Kruse (Jazzfestival St. Ingbert 2009)

Während ihrer Studienzeit spielte Eva Kruse kleinere Tourneen mit dem April Light Orchestra und dem Tied & Tickled Trio aus Weilheim sowie von 1998 bis 2000 unter Peter Herbolzheimer im BuJazzO. Während ihrer Zeit im BuJazzO und dem Studium in Berlin lernte sie den Pianisten Michael Wollny und den Schlagzeuger Eric Schaefer kennen. Sie spielten seit 2002 zusammen und gründeten (zunächst als Eva Kruse Trio) das Trio [em]; es folgten Konzerttourneen, Festivalauftritte und die Veröffentlichung von insgesamt vier CDs. 2009 wurde ihnen der BMW Welt Jazz Award verliehen, 2011 der Neue Deutsche Jazzpreis.
Zusammen mit Eric Schaefer und dem Gitarristen Arne Jansen spielte sie im Arne Jansen Trio. Aus dieser Zusammenarbeit gingen die Veröffentlichungen My Tree und Younger Than That Now (2008) hervor. Weiterhin spielte sie mit Arne Jansen, Niels Klein und Nils Tegen im Quartett Firomanum, sowie in der Berliner Pop/Jazz/Elektronik-Band SOAP. Zudem ist sie im Petter Bergander Trio tätig (Kierkegaard's Waltz, 2019).
Kruse hat eine besondere Beziehung zu dem Schleswig-Holsteinischen Festival Jazz Baltica. Sie wirkte dort häufig beim Eröffnungskonzert mit und spielte u. a. mit [em], Firomanum, dem Saxophonisten Bunky Green, sowie dem Jazz Baltica Ensemble unter der Leitung von Johannes Enders. Dort lernte sie den schwedischen Posaunisten Nils Landgren kennen, der sie zu verschiedenen Projekten einlud. So wirkte sie u. a. in seiner 2007 gegründeten Formation New Eyes on Bach mit und begleitete ihn bei seiner jährlichen Christmas with My Friends -Tour. In den letzten Jahren leitete sie eigene Gruppen, die durch das Nebeneinander von Oboe und Sopransaxophon eine ungewöhnliche Klangfarbe erhalten. 2019 trat sie als Mitglied der German All Stars (mit Angelika Niescier, Johannes Lauer, Christian Kögel, Julia Kadel und Eva Klesse) auf dem Deutschen Jazzfestival in Frankfurt auf.

## Preise und Auszeichnungen
In den Jahren 2011 und 2013 wurde Kruse mit dem Trio [em] mit dem ECHO Jazz (als Ensemble des Jahres national) ausgezeichnet. Kruse erhielt den ECHO Jazz als beste Bassistin (national) in den Jahren 2015 und 2017 für ihre Alben In Water und On the Mo. 2021 wurde sie als Bassistin mit dem Deutschen Jazzpreis ausgezeichnet.

## Diskografische Hinweise
- Firomanum: Firomanum (schönerhören, 2003)
- [em]: Call It [em] (ACT, 2005)
- Young Friends: The Great German Songbook (ACT, 2005, mit Axel Schlosser, Florian Trübsbach, Johannes Lauer, Michael Wollny, Eric Schaefer)
- Firomanum: Scope (Traumton, 2006)
- SOAP: busca busca! (Height Mansion Productions 2007, mit Hendrik Stiller, Lars Dieterich, Pelle Hinrichsen)
- Bunky Green: The Salzau Quartett Live at Jazz Baltica (Traumton, 2008)
- Jonas Knutsson & Johan Norberg Skaren - Norrland III (ACT Music, 2008)
- Wollny / Kruse / Schaefer: [em] live (ACT, 2010)
- In Water (Redhorn Records, 2014; Tjadina Würdinger, Uwe Steinmetz, Bugge Wesseltoft, Christian Jormin)
- On the Mo (Redhorn Records, 2016; mit Tjadina Wake-Walker, Uwe Steinmetz, Christian Jormin, Eric Schaefer)
- New Legend (Prophone Records, 2020; mit Tjadina Wake-Walker, Uwe Steinmetz, Christian Jormin, Eric Schaefer)[8]